# BungBungame Japan
座標: 北緯25度2分59.8秒 東経121度22分30.8秒 / 北緯25.049944度 東経121.375222度
BungBungame Japan株式会社（バンバンゲームジャパン株式会社）は台湾のスマートフォン／タブレット用アプリケーションとタブレットパソコンメーカーである戲智科技股份有限公司（BungBungame Incorporated）の日本支社である。

## 沿革
- 2008年12月15日 - 台北市で本社創業[1][2]。
- 2010年 - Windows Phone向けゲームアプリ「Omi Jump」をリリース[1]。
- 2011年 - ハードウェア事業に参入[1][2]。

- 2012年 - WindowsタブレットPC「Photon」を発売[1]。
- 2012年9月 - 薄型軽量AndroidタブレットPC「MiSS」を発売[1]。
- 2013年5月 - 日本支社となるBungBungame Japan株式会社を設立[1][2]。
- 2013年12月中旬 - シャープの「IGZO」技術を用いたAndroidタブレットPC「KALOS」を発売[3][4]。
- 2014年5月29日 - 8コアCPU搭載の5.5インチスマートフォン「WOLF」を発表[5]。
- 2015年6月22日 - AMD製APU搭載のWindowsタブレットPC「Photon 2」を発売[6]。
- 2016年4月14日 - 10.5インチ有機ELディスプレイ採用のAndroidタブレットPC「KALOS2」を発売[7]。
- 2016年8月3日 - 創業者が死亡、事業停止。

## 製品開発
製品の設計開発についてはASUSやQuantaがサポートを行っている。

## 広告展開
本社は2013年の秋には台北市で群を抜く超高層ビルである台北101にネオン広告を掲載したほか、2016年には台北101の年越し花火の独占スポンサーとなった。このときのスポンサー料は4500万元（約7億円）にのぼる。

## 詐欺事件
2016年3月6日、創業者で代表取締役社長（当時）の徐三泰氏は台北松山空港から日本に向かうところを台北101の株式に絡む投資詐欺の容疑で逮捕された。翌7日には300万元（約5000万円）の保釈金を払い釈放されたが、同年7月6日には台北地検により詐欺および文書偽造の罪で起訴され、本社および日本支社の代表取締役社長の座を退く。起訴から一月後の2016年8月3日、一人でウィンドサーフィンを楽しんでいた徐氏が溺死体となって発見される。被告人の死亡を受けて起訴は取り下げられ、詐欺事件の真相は迷宮入りした。
BungBungameのハードウェア開発は徐氏が率いていたため、同社は事実上の事業停止状態となった。